# Newcastle (Ausztrália)
Newcastle a második legnagyobb város az ausztráliai Új-Dél-Wales államban, a Tasman-tenger partján. Magában foglalja a Newcastle és Lake Macquarie, Cessnock, Maitland és Port Stephens helybeli kormányzati területeket is.
A Hunter folyó torkolatánál fekszik, 120 km-re északra Sydney-től. Itt van a legnagyobb szénexportáló kikötő a világon. A szén a városon kívül található bányákból származik.

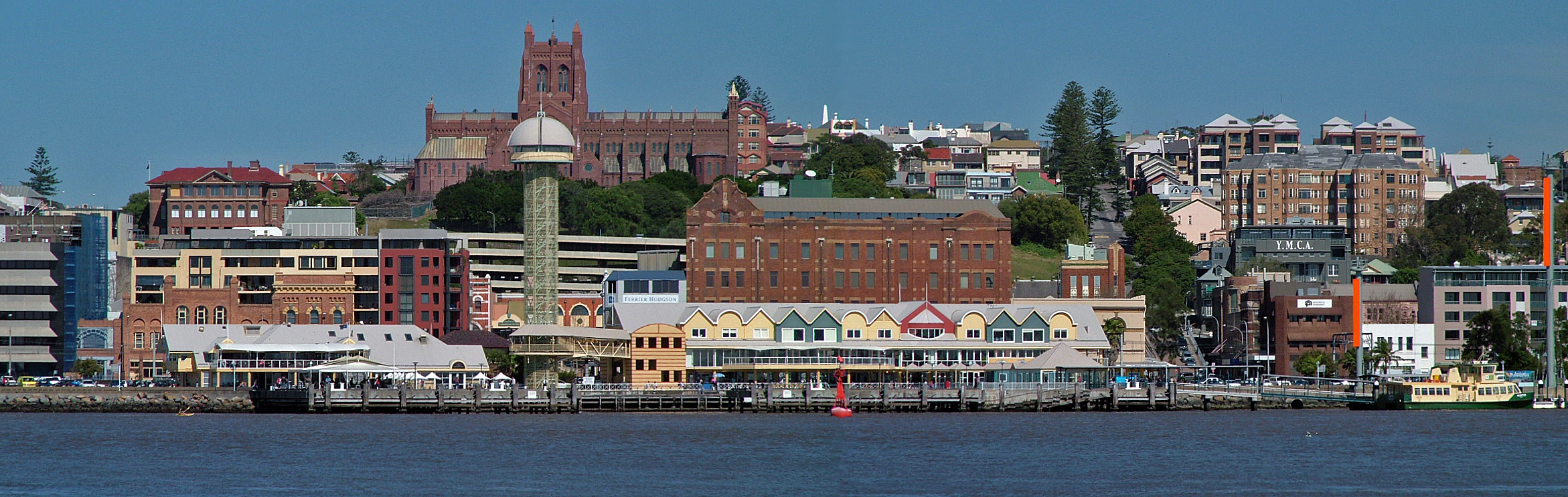
Newcastle belvárosa